# Simmershofen
Simmershofen – miejscowość i gmina w Niemczech, w kraju związkowym Bawaria, w rejencji Środkowa Frankonia, w regionie Westmittelfranken, w powiecie Neustadt an der Aisch-Bad Windsheim, wchodzi w skład wspólnoty administracyjnej Uffenheim. Leży około 32 km na południowy zachód od Neustadt an der Aisch.

## Dzielnice
W skład gminy wchodzą następujące dzielnice: 
- Simmershofen
- Adelhofen
- Auernhofen
- Equarhofen
- Hohlach
- Walkershofen